# Década de 500
Séculos: (Século V - Século VI - Século VII)
Décadas: 450 460 470 480 490 - 500 - 510 520 530 540 550
Anos: 500 - 501 - 502 - 503 - 504 - 505 - 506 - 507 - 508 - 509